# Falle
Falle, parfois orthographié Fall (en néerlandais : Val) est un village de la section de Falle-et-Mheer, appartenant à la commune de Riemst.
Le village a été mentionné pour la première fois en 1147 comme Falla. Cela signifie probablement pente.
Falle était une seigneurie distincte appartenant au comté de Looz, qui devint plus tard partie de la Principauté de Liège. En 1796, Falle a étéfusionnée à la commune voisine de Mheer, formant ainsi la municipalité de Falle-et-Mheer.
L'église paroissiale est l'église Saint-Stéphane. À l'origine, c'était une église de quartier, subordonnée à la paroisse de Millen. Au début du 19e siècle, elle a été élevée à une église paroissiale et, en 1898, la paroisse de Mheer a été fusionnée à la paroisse de Falle.

## Villages à proximité
Mheer, Bassenge, Wonck, Bolré